# 3. Regionalarmee
Die 3. Regionalarmee (jap. 第3方面軍, Dai-san hōmengun) war von 1943 bis 1945 eine der Regionalarmeen des Kaiserlich Japanischen Heeres. Ihr Tsūshōgō-Code (militärischer Tarnname) war Die Mächtige (強, Kyō).

## Geschichte
Das Daihon’ei (Oberkommando der japanischen Streitkräfte) stellte am 29. Mai 1943 in Mukden die 3. Regionalarmee unter dem Kommando von Generalleutnant Okabe Naosaburō auf. Ihr waren die 30. und 44. Armee mit insgesamt neun Infanterie-Divisionen, zwei Panzer-Brigaden und weiteren kleineren Einheiten, zusammen etwa 250.000 Mann, unterstellt.
Die Aufgabe der 3. Regionalarmee war, mögliche sowjetische Angriffsbewegungen im Raum zwischen der Westgrenze Mandschukuos und der Dairen-Xinjing-Eisenbahnlinie durch Stoßtruppartige Gegenangriffe zu verlangsamen und anschließend verzögernd auf Dunhua auszuweichen, um den Feind östlich der Eisenbahnlinie aus vorbereiteten Stellungen heraus zu vernichten. Der japanische Plan sah vor, eine konzentrische Zusammenfassung der Truppen zu erreichen, um so die eigenen Reserven effizient (kürzere Anmarschwege) einzusetzen.
Im Neutralitätspakt zwischen Japan und der Sowjetunion vom 13. April 1941 waren beide Vertragspartner die Verpflichtung eingegangen, die beiderseitige territoriale Integrität und Unverletzlichkeit zu respektieren. Am 5. April 1945 kündigte die Sowjetunion an, den Vertrag nicht mehr zu verlängern, so dass er am 25. April 1946 ungültig würde. Am 8. August 1945 erklärte die Sowjetunion Japan den Krieg, und die Rote Armee begann die sowjetische Invasion der Mandschurei, zunächst in Mandschukuo, später auch auf den Kurilen. 
Am 9. August 1945 um 02:00 Uhr informierte die 3. Regionalarmee die ihr unterstellten Einheiten vom sowjetischen Angriff. Um 5:00 Uhr meldete die 107. Division (44. Armee), dass hunderte feindlicher Panzer mit Infanterieunterstützung gegen sie vorrückten. Auf sowjetischer Seite griff die 39. Armee mit über 1000 Panzern und Fahrzeugen und neun Divisionen im Abschnitt der 44. Armee an. Den sowjetischen Verbänden gelang es, japanische Stellungen zu umgehen und einzuschließen. Am 10. August erließ General Okabe den Befehl an die 107. und 117. Division sowie die 9. Panzer-Brigade, sich auf Xinjing zurückzuziehen, während sich die 63. Division mit Masse in die vorbereiteten Stellungen der 30. Armee zurückziehen sollte. Infolgedessen wurde die 107. Division von den russischen Kräfte abgeschnitten und zog sich in die Berge zurück. Bis zum Abend des 10. Augusts hatten sowjetische Truppen zahlreiche Telefonkabel gekappt, sodass die Kommunikation zwischen den japanischen Truppen aus Mangel an Funkgeräten zunehmend zusammenbrach. Am 15. August waren die meisten japanischen Einheiten eingekesselt, aufgerieben oder auf der Flucht. Die gefangenen Japaner, inklusive des ab dem 25. August kommandierenden General Ushiroku Jun, gingen in sowjetische Kriegsgefangenschaft.
Noch vor der formellen Kapitulation Japans am 2. September wurde die 3. Regionalarmee noch im August 1945 aufgelöst.

## Oberbefehlshaber

### Kommandeur
|    | Name                            | Von              | Bis             |
| -- | ------------------------------- | ---------------- | --------------- |
| 1. | Generalleutnant Okabe Naosaburō | 29. Oktober 1943 | 25. August 1944 |
| 2. | General Ushiroku Jun            | 25. August 1944  | 15. August 1945 |

### Stabschefs
|    | Name                       | Von              | Bis              |
| -- | -------------------------- | ---------------- | ---------------- |
| 1. | Generalmajor Watanabe Yō   | 29. Oktober 1943 | 26. Oktober 1944 |
| 2. | Generalmajor Yano Masao    | 26. Oktober 1944 | 23. März 1945    |
| 3. | Generalmajor Ōtsubo Kazuma | 23. März 1945    | 15. August 1945  |

## Untergeordnete Einheiten
Die 3. Regionalarmee setzte sich im August 1945 wie folgt zusammen:
- 30. Armee (ca. 100.000 Mann)
  - 39. Division
  - 125. Division
  - 138. Division
  - 148. Division
  - weitere kleine Einheiten
- 44. Armee (ca. 80.000 Mann)
  - 63. Division
  - 107. Division
  - 117. Division
  - 9. Selbstständige Panzer-Brigade
  - weitere kleine Einheiten
- 108. Division
- 136. Division
- 79. Selbstständige Gemischte Brigade
- 130. Selbstständige Gemischte Brigade
- 134. Selbstständige Gemischte Brigade
- 1. Selbstständige Panzer-Brigade